# Santa Severina
Santa Severina (IPA: [santaseveˈrina]) è un comune italiano di 1 853 abitanti della provincia di Crotone in Calabria. Il nucleo originario sorge a 326 metri di altitudine su una ripida collina di formazione rocciosa, dalla quale si apre un ampio panorama che va dalla valle del fiume Neto fino alla contigua costa ionica crotonese.

## Storia
(Giano Teseo Casopero, Sylvae, 1520-1530)

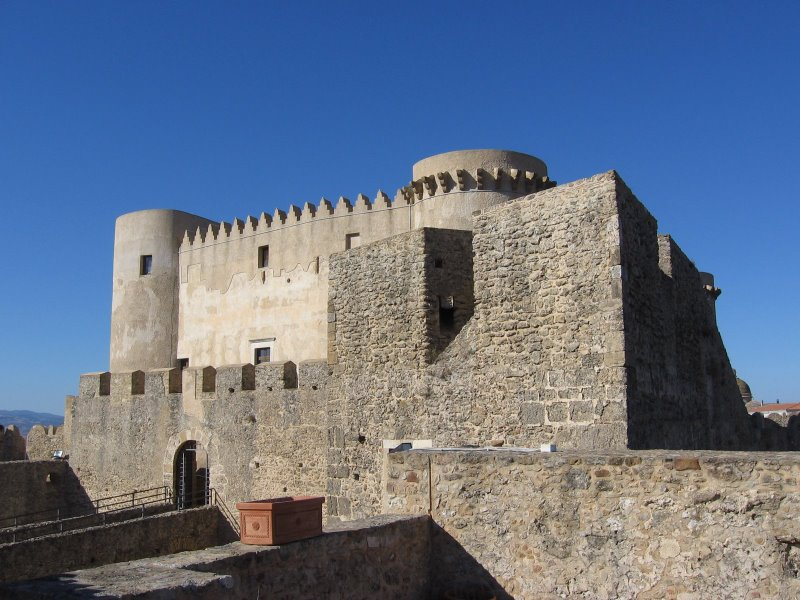
Il castello di Santa Severina.

Il territorio di Santa severina (in particolare i siti di Serre d'Altilia, Monte Fuscaldo, insieme a molti altri), durante le età del bronzo e del ferro, era abitato da popolazioni indigene appartenenti forse al ceppo degli Enotri, come peraltro supposto in base alle ricerche (fine degli anni'70 del XX secolo) del Gruppo Archeologico Krotoniate e di P. Attianese. Il nome autoctono degli antichi abitatori della Calabria rimane, comunque, sconosciuto. Infatti, il termine "Enotri" rappresenta un nome toponomastico attribuito dai greci agli indigeni con le stesse modalità con le quali il nome "Galli" fu assegnato dai Romani a quelli che nella loro lingua si chiamavano Celti. Anche il termine Brettioi che i Romani trasformarono in Bruttii è riferibile al medesimo contesto toponomastico. La scritta Brettion che si rileva sulle monete appare impressa con i caratteri greci. Le notizie provenienti dalla cosiddetta tradizione si prestano ad un numero incalcolabile di versioni e di manipolazioni e, quindi, su tale argomento risulta abbastanza difficile aggiungere altro.
Sulla collina Serre della frazione Altilia, già all'inizio degli anni '80, furono individuati alcuni lembi di un insediamento di origine italica e tracce di una necropoli dell'età del ferro. Alla metà degli anni '90 si deve la scoperta di un insediamento databile all'età del bronzo finale grazie al vasto programma di ricerca archeologica sviluppato nel territorio di Crotone. Queste ricerche hanno permesso di riconoscere un vasto "magazzino" di pithoi dell'età del bronzo finale: sono stati catalogati resti di oltre 60 enormi contenitori che i recentissimi studi dimostrano contenessero vino, prova indiscutibile della coltivazione della vite da parte delle comunità enotrie. Più di recente la Soprintendenza per i Beni Archeologici della Calabria, tra il 2006 ed il 2008, ha realizzato tre saggi di scavo, sotto la direzione di Gregorio Aversa, attuale Direttore del Museo Archeologico Nazionale di Crotone. Le attività hanno permesso di confermare l'esistenza di numerose strutture abitative (almeno 14) che risalgono al tardo IV-III secolo a.C. Alcune tracce rimandano al periodo protostorico. Dal 2008 al 2014 non si sono registrate più attività di scavo archeologico su Serre di Altilia.
Attualmente, in tutta l'area, sono in corso approfondite indagini topografiche archeologiche, finalizzate alla realizzazione della "Carta archeologica" dell'intero territorio comunale.
Anticamente nota forse come Siberene, dopo essere stata presumibilmente un abitato greco-italico e poi romano, nell'840 fu conquistata dagli arabi. Liberata nell'880 da Nicefaro Foca, fino al 1066 appartenne ai Bizantini. Fu successivamente governata dai Normanni e poi dagli Svevi. Infatti, in base allo Statutum de reparatione castrorum, Federico II condusse un'inchiesta nel 1228 per identificare istituzioni, enti o persone che fossero obbligati a contribuire alla riparazione del castello di Santa Severina. Lo storico tedesco E. Sthamer traccia le linee fondamentali dello Statutum rilevando anche quelle autorità che, all'epoca, risultavano responsabili nel farlo osservare. All'epoca dell'inchiesta condotta a Santa Severina, il provisor castrorum rispondeva al nome di Johannes Vulcanus. Dopo la disfatta degli Svevi, il castello passò sotto l'amministrazione degli Angioini.
Durante il periodo angioino (1265-1442) la città di Santa Severina godette sempre lo stato demaniale, aveva il controllo sul marchesato che veniva diviso in casali. Nonostante gli spagnoli si fossero impegnati a garantire la demanialità alla città di Santa Severina ed ai suoi casali, sappiamo che questo in parte avvenne per la città non per i suoi casali. Lo spagnolo Antonio Centelles tentò nel 1459 di entrare in possesso del Marchesato, ma fu sconfitto dall’esercito di Ferdinando D’Aragona. Tuttavia poco dopo ebbe parte dei feudi e nel 1464 anche Santa Severina con il titolo di principe. Due anni dopo il marchese fu preso a tradimento e ucciso. La città di Santa Severina ed i suoi casali ritornarono liberi. Ma mentre la città di Santa Severina mantenne la sua libertà e fu amministrata da governatori o capitani regi, la maggior parte dei suoi casali furono ben presto infeudati.
Successivamente subentrarono gli Aragonesi fino a cadere, infine, sotto il dominio dei Borbone.

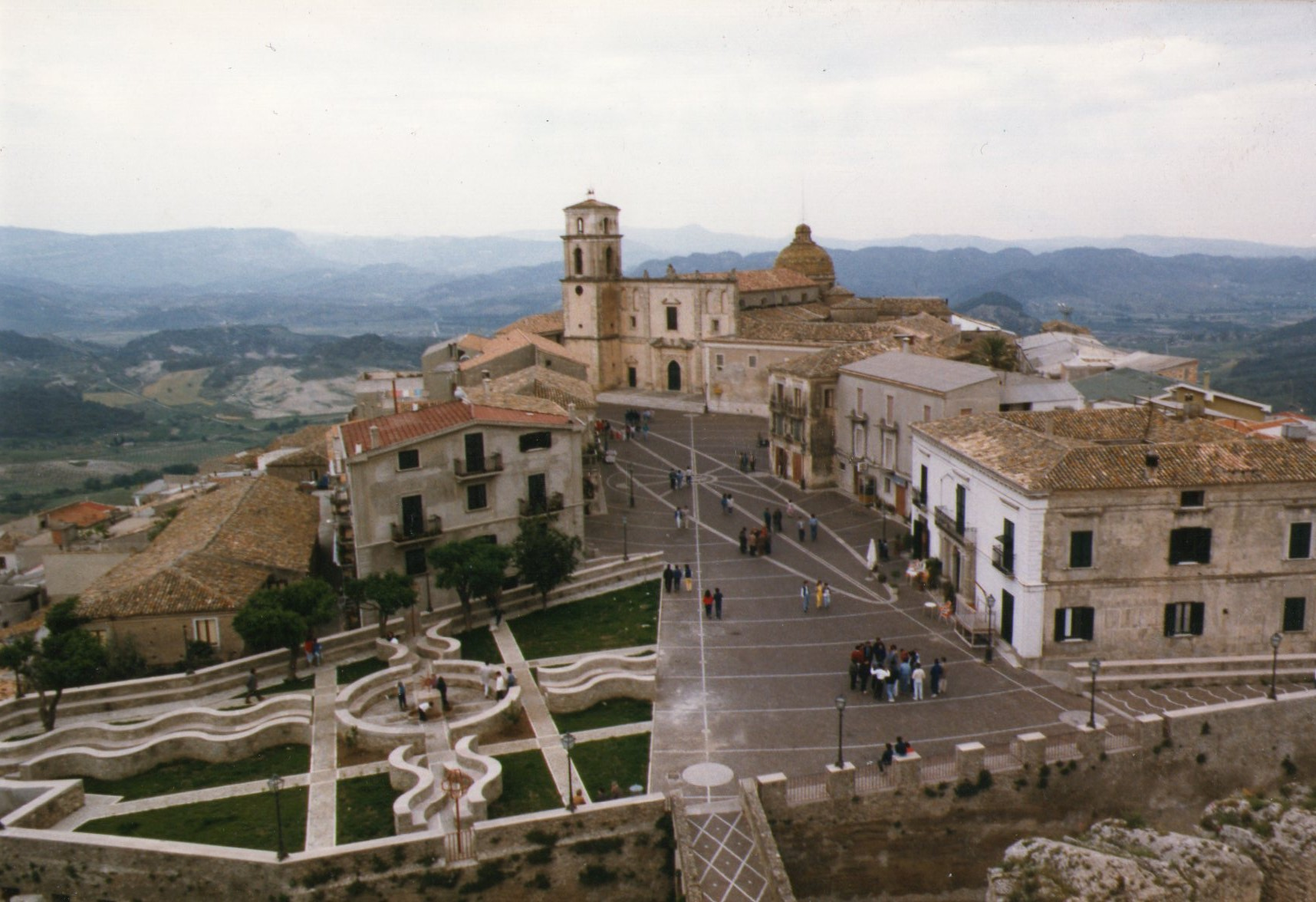
Piazza di Santa Severina.

## Monumenti e luoghi d'interesse

### Castello

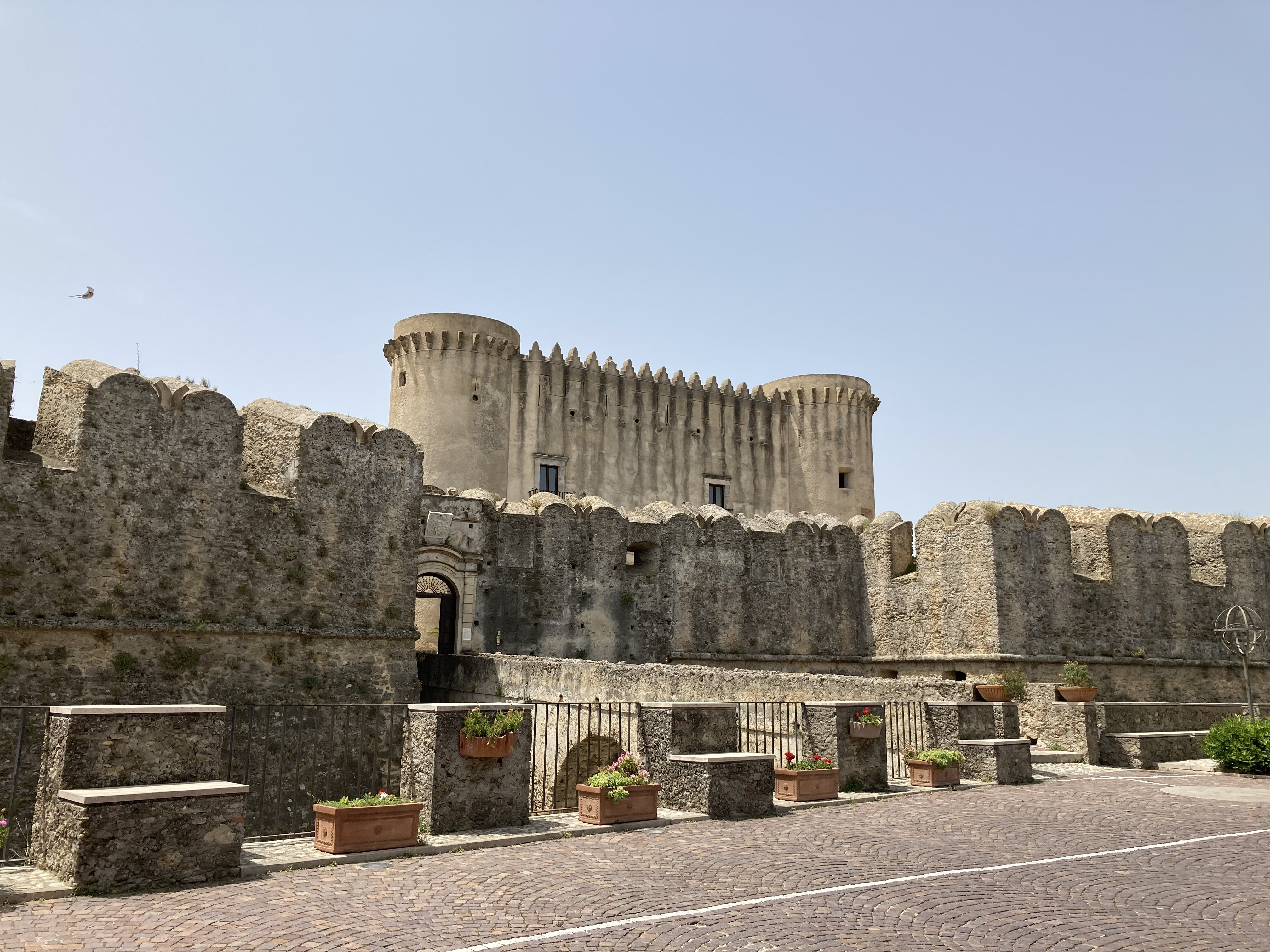

La sua costruzione risale all'epoca della dominazione normanna (XI secolo) su una fortificazione preesistente di epoca bizantina. La costruzione bizantina è nota come oppidum ed è attestata da Erchemperto di Benevento testualmente come "oppidum beatae Severinae". Dopo il 1076, sulle sue rovine, Roberto il Guiscardo fece costruire un dongione le cui tracce sono state evidenziate durante i lavori di restauro. Una prova storica diretta è rilevabile nella cronaca di Amato di Montecassino mentre, sempre nel medesimo contesto, una prova indiretta è costituita da una chartula del 1130, edita dal Trinchera, nella quale l'edificio militare viene definito come "Rocca" che, come è noto, è un termine di provenienza scandinava. Nel periodo successivo alla costruzione del castello, è attestata, a Santa Severina, la presenza di Ruggero II, come viene reso noto da Ughelli e come è rilevabile parimenti negli Urkunden und Kanzlei König Rogers II von Sizilien che sono inseriti anche nelle "Abhandlungen der Akademie der Wissenschaften zu Göttingen". Nel periodo svevo, il castellano di Santa Severina si chiamava Johannes de Ladda. Tale notizia è rilevabile in un documento edito da Walter Holtzmann apparso in "Quellen und Forschungen aus Italienischen Archiven ud Bibliotheken". Nel corso dei secoli e dei passaggi dalle varie famiglie regnanti, ha subito varie modifiche.
L'area dove sorse il Castello fosse già occupata in età alto-medioevale, come fatto supporre da alcuni scavi condotti durante il restauro: il castello infatto occupa gran parte dell’area di sedime dell’antico kastron bizantino, nel quale coesistevano fabbriche ecclesiali e strutture militari delimitate da un unico recinto protetto da fossati e dirupi. Al periodo bizantino risalgono i resti della Chiesa con pareti affrescate, la necropoli e alcuni tratti di strutture militari.
Di interesse gli scavi condotti, nel 2008-2009, dalla Soprintendenza archeologica nel cosiddetto "avamposto C" e nella "grotta del coniglio". Altre ricerche archeologiche, nel corso del 2011, hanno evidenziato l'uso abitativo o funerario di numerosi anfratti della rupe, ora difficilmente raggiungibili ed a rischio di frana.
Nel Castello ha sede il Museo Archeologico, dove sono esposti reperti - di proprietà dello Stato - provenienti dal territorio o rinvenuti nel corso degli scavi nella fortificazione. Sono visitabili alcune aree archeologiche (grotte, necropoli, chiesa bizantina, fondazione torre normanna etc.) messe in luce nel corso degli scavi condotti dalla Soprintendenza per i Beni Archeologici della Calabria.

### Battistero
Costituisce l'unico battistero bizantino in Calabria pervenuto ai nostri giorni ancora sostanzialmente integro. L'architettura di questo gioiello deriva dagli edifici a pianta centrale che trovano riferimento nel mausoleo di Santa Costanza a Roma. Il battistero bizantino ha, infatti, una forma circolare con quattro appendici, con affreschi risalenti al X-XII secolo.
Secondo alcune teorie, alcune colonne e una tomba in pietra decorata da leoni siano state spostate nel battistero da precedenti edifici religiosi della sede della diocesi di San Leone.

### Cattedrale

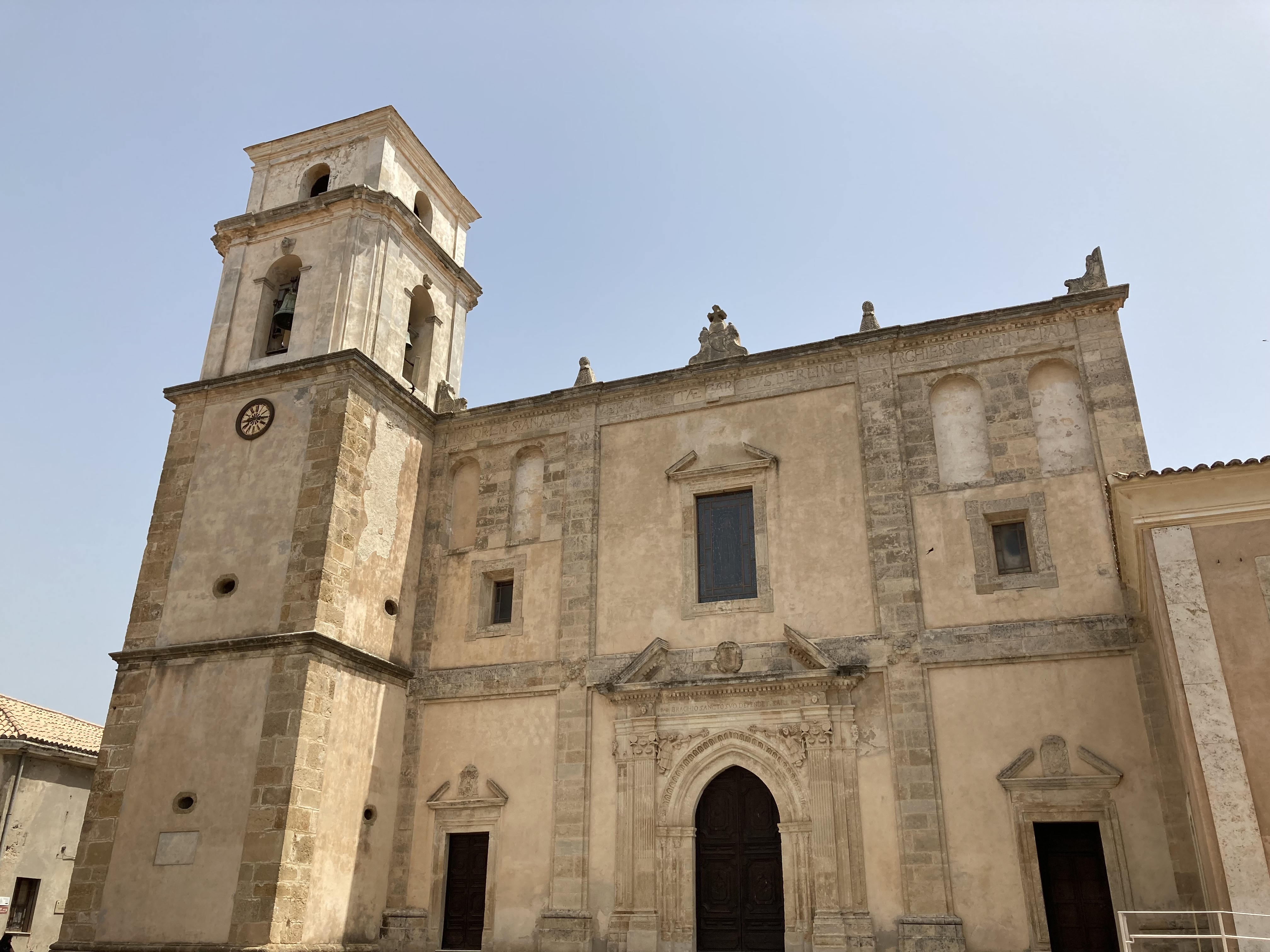
Facciata e campanile

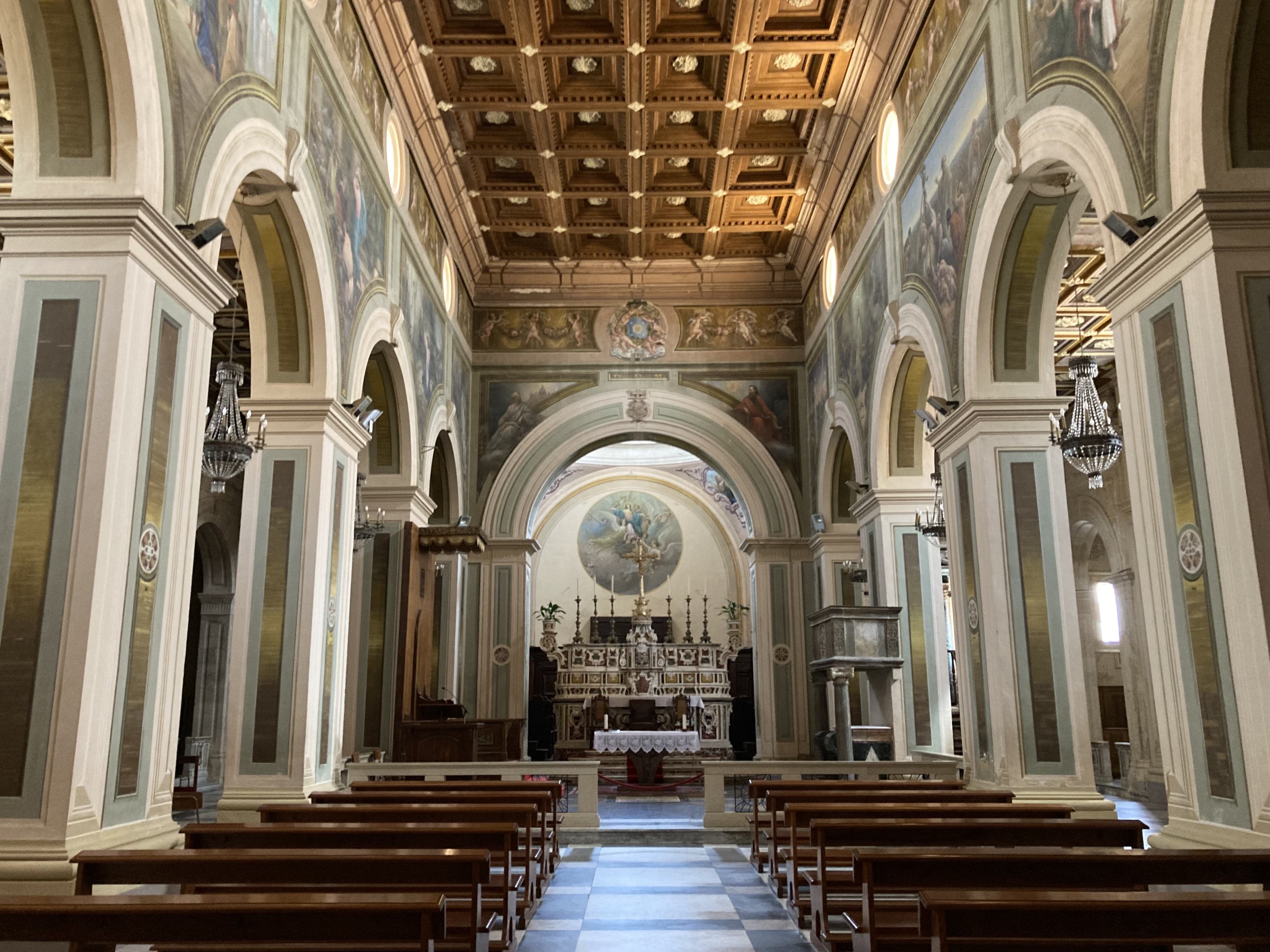
Interno

La cattedrale (Concattedrale dell'Arcidiocesi di Crotone-Santa Severina) ha un impianto a croce latina a tre navate. Risalente al XIII secolo, anch'essa ha subito vari cambiamenti nel corso della sua storia, tant'è che dell'antica struttura è rimasto solo il portale, ma la più sostanziale è stata quella del XVII secolo.

### San Nicola e Santo Ponte
Nel 2010 la Soprintendenza per i Beni Archeologici della Calabria ha riportato alla luce un ampio settore di abitato rupestre, con numerose abitazioni in grotta artificiale, e una chiesa (con vano ipogeo sottostante) già segnalata da Paolo Orsi.

### Monastero della Madonna della Calabria

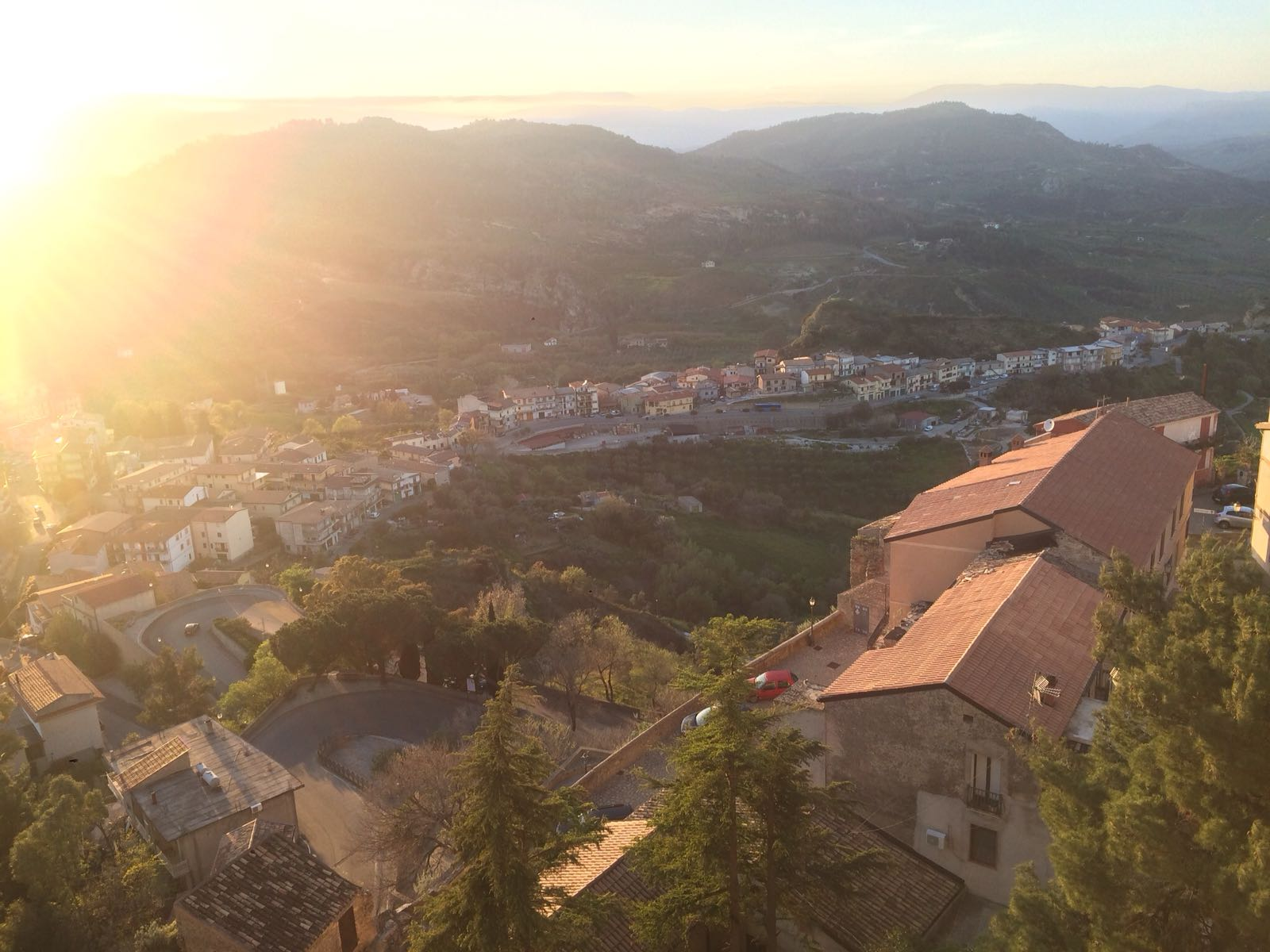
La frazione di Altilia all'interno del comune di Santa Severina.

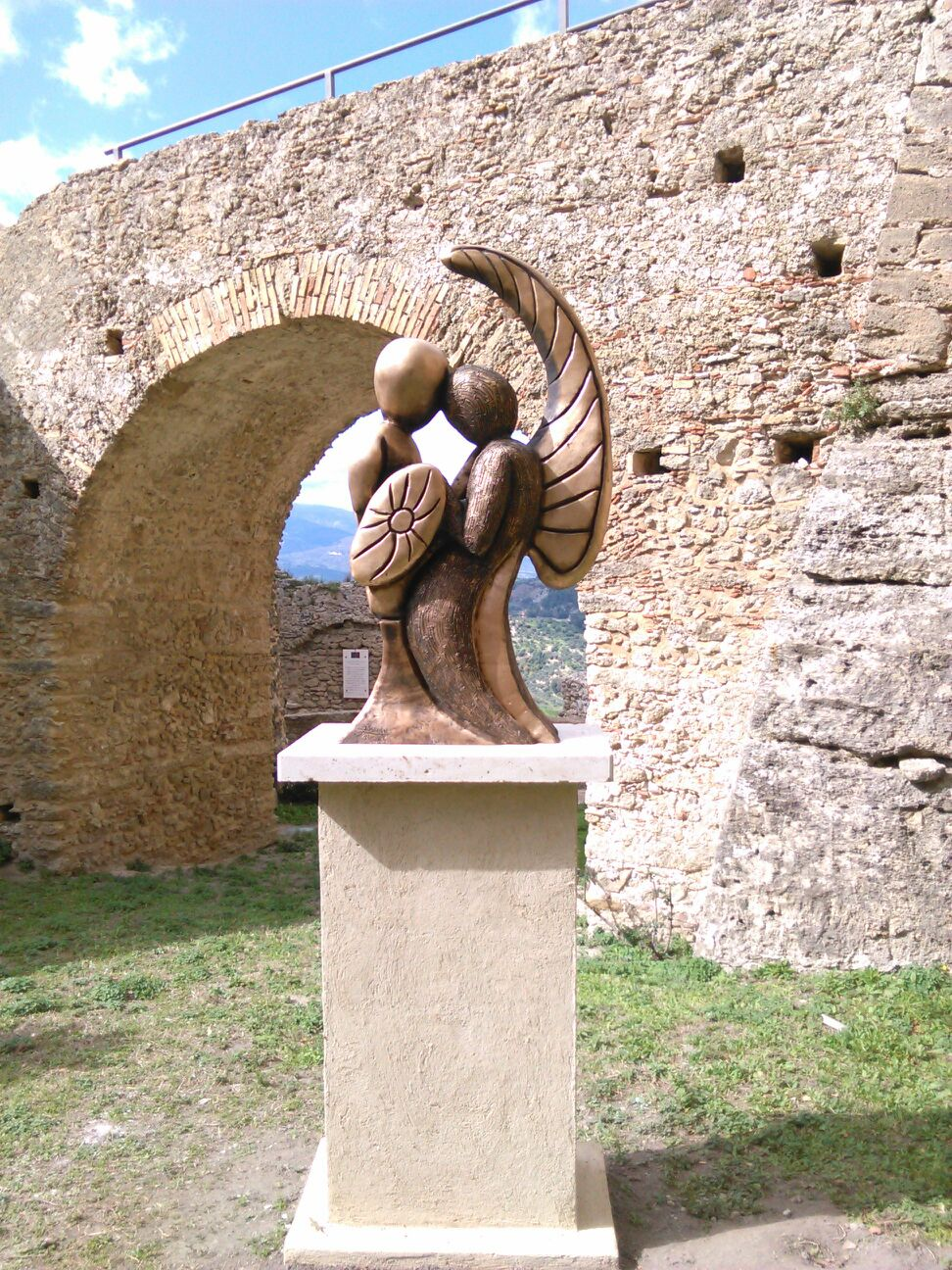
Monumento in bronzo "L'angelo e il guerriero" - 2016

### Altre costruzioni importanti
- Chiesa di Santa Filomena (XI secolo), detta anche del Pozzolio[6], interessante esempio di architettura bizantino-normanna
- Chiesa dell'Addolorata (epoca pre-normanna), con il bellissimo altare in stile barocco risalente al XVII secolo
- Monumento in bronzo installato nel castello di Santa Severina " L'Angelo e il Guerriero " di Luigi Basile

Piazza Campo, il Mattatoio comunale,il Giardino comunale e la Biblioteca sono opera dell'architetto Giuseppe Patané nato a  Santa Severina.
- Piazza Campo (detta anche Piazza della Chiesa) Progetto degli architetti Alessandro Anselmi e Giuseppe Patané
- Mattatoio comunale progetto dell'architetto Giuseppe Patanè
- Giardino comunale
- Biblioteca comunale
- Asilo nido

## Società

### Evoluzione demografica
Abitanti censiti

## Infrastrutture e trasporti
Santa Severina è attraversata dalla Strada statale 107 bis.

## Amministrazione

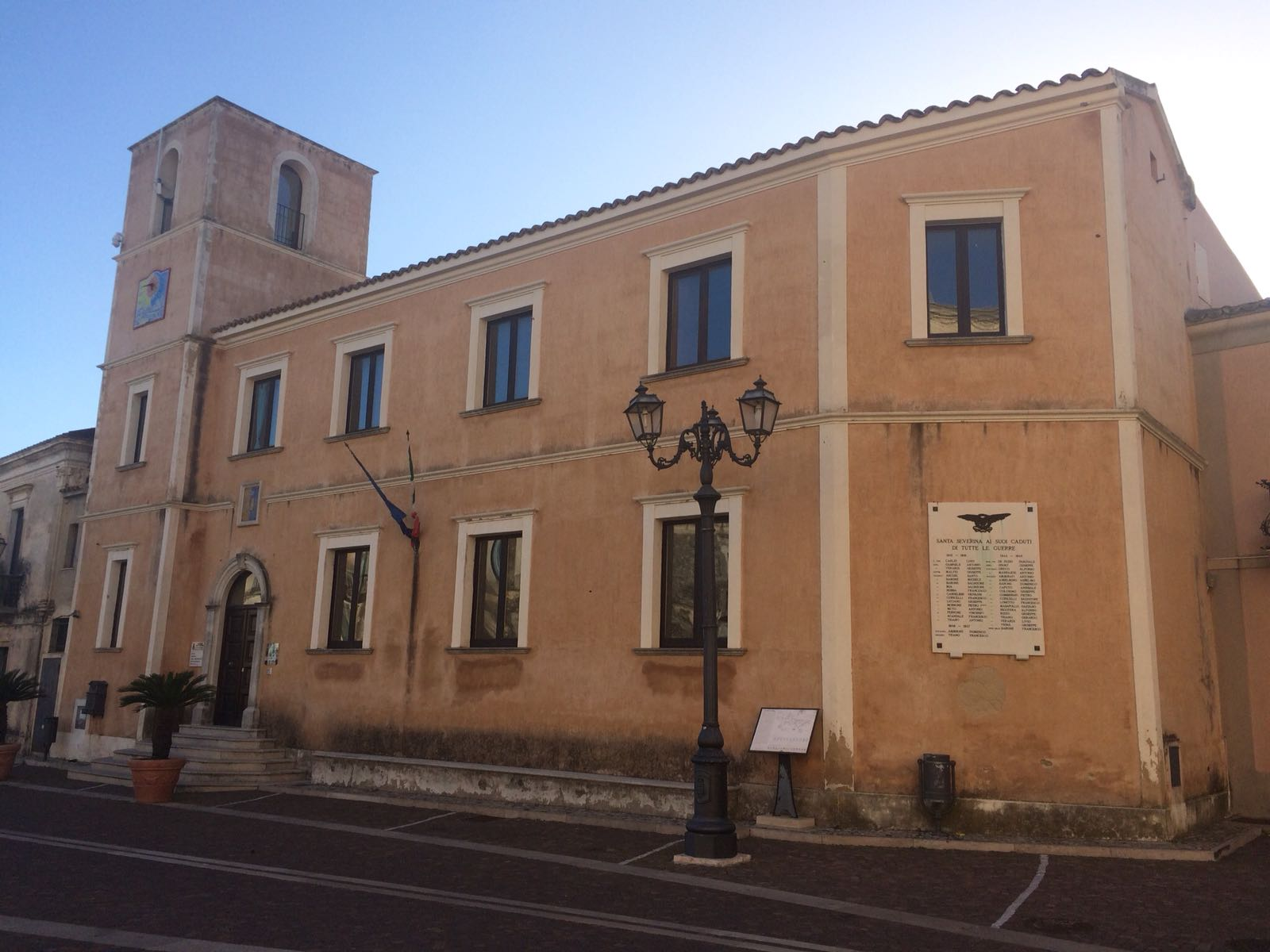
Il municipio di Santa Severina.

| Periodo           | Periodo           | Primo cittadino          | Partito                                   | Carica  | Note |
| ----------------- | ----------------- | ------------------------ | ----------------------------------------- | ------- | ---- |
| 9 giugno 1996     | 16 aprile 2000    | Giuseppe Rizza           | lista civica                              | sindaco |      |
| 16 aprile 2000    | 4 aprile 2005     | Bruno Cortese            | lista civica                              | sindaco |      |
| 4 aprile 2005     | 29 marzo 2010     | Bruno Cortese            | lista civica                              | sindaco |      |
| 29 marzo 2010     | 31 maggio 2015    | Diodato Scalfaro         | lista civica                              | sindaco |      |
| 31 maggio 2015    | 21 settembre 2020 | Salvatore Lucio Giordano | lista civica di centro-sinistra Rinascita | sindaco |      |
| 21 settembre 2020 | in carica         | Salvatore Lucio Giordano | lista civica Il borgo                     | sindaco |      |

### Gemellaggi
- Mangalia, dal 2005[12]

## Cultura
È sede del Liceo classico Diodato Borrelli.
Fa parte dei borghi più belli d'Italia.